# 大德路 (广州)

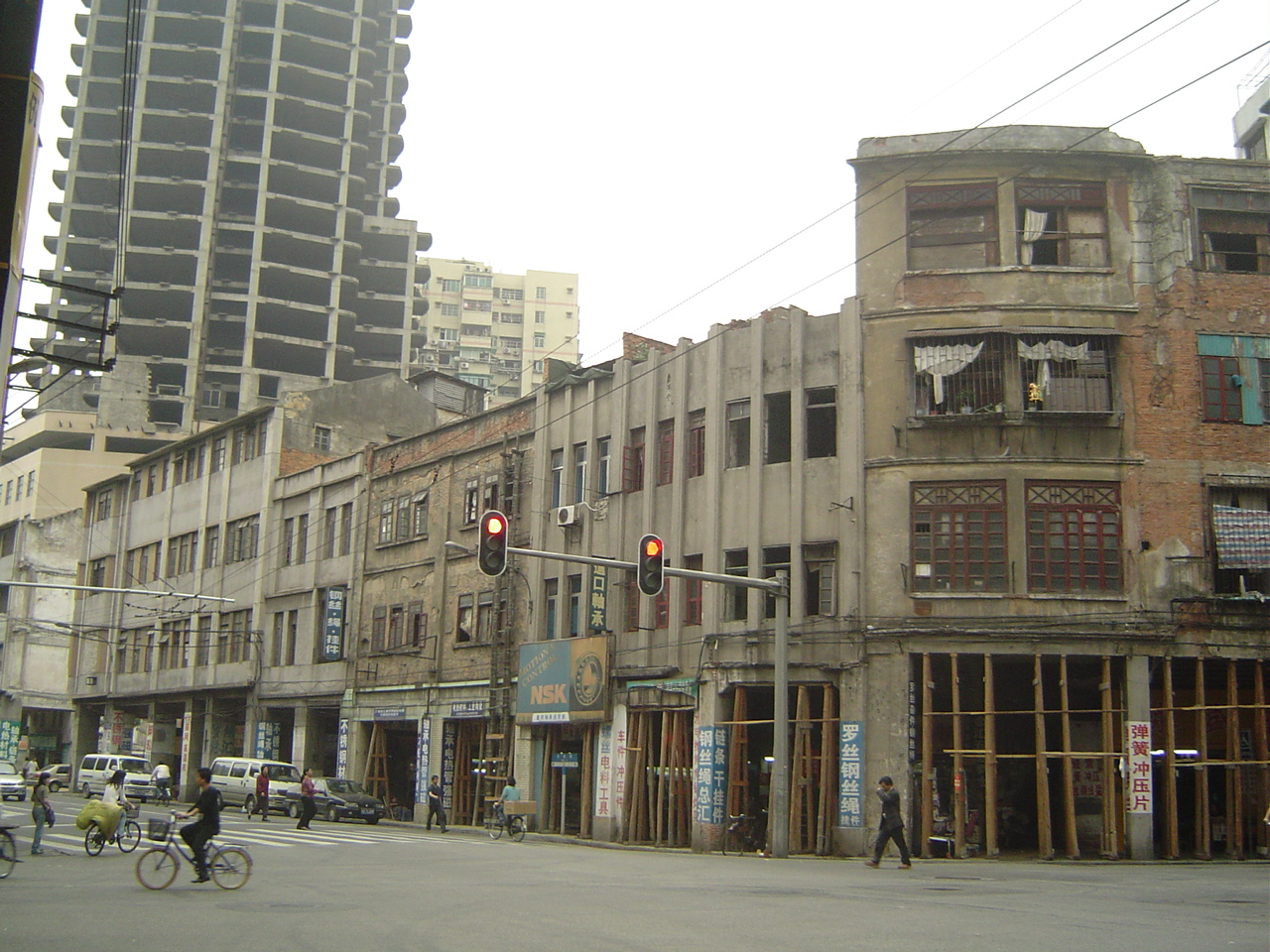
大德路與海珠路交界處

大德路是中國廣州市越秀區的一條東西走向的道路，位於广州起义路以西，上九路以東。大德路全長1194米，寬16米。全程為西至東單行綫。

## 歷史
明清时期為廣州城牆。清代大德街（大德路）起，沿尚果里、拐角楼、铁炉巷至诗书街（诗书路）南段是镶黄旗驻地，難以成為街市。 
1921年，市政府拆城牆，建大德路。因原址有歸德門，故稱大德路。同年长安金属制品厂在大德路开业。 
文革時期，1966年为紀念向秀麗烈士而改称秀麗三路，1981年恢復大德路。  
而在20世紀上半葉，廣州市的殯儀館曾在大德路經營。“粵光製殮股份有限公司”、“樂天殯儀有限公司”、“別有天殯儀館”都曾在大德路設分店。中華人民共和國成立後，先後合併遷址東川路。

## 特色
在民國拆城墙开大德路後，原左近铁炉巷的鐵匠轉集聚於此，吸引相關行當，形成五金铁器专业街。
至今全路段仍有是五金舖的集聚地方。由於車多路窄，出入廣東省中醫院車輛較多，交通在繁忙時間較爲擠塞。
大德路亦是一條典型的廣州老城區道路，還有保留較多的騎樓建築。
2006年，廣州電視台以一系列路名創作的公益廣告中，就包括大德路，原話為“大德，不止大德路”。

## 與之交匯道路
道路顺序由東往西排列
- 廣州起義路
- 解放中路/解放南路
- 海珠中路/海珠南路
- 詩書路/天成路
- 人民中路/人民南路

## 附近設施
唐代曾興建有护国仁王禅寺，至明代荒廢。在广东提学魏校大毁广东寺庙时，仁王寺被改建作紫阳书院。書院址現為大德市场。
其他道路建築設施有：
- 大德路小學
- 天工帆布廠（不存）
- 亞洲汽水廠（不存）
- 廣東省中醫院

## 交通
巴士
- 起義路口站
- 解放南路口站
- 省中醫院站
- 大德路站

## 外部連結
1. ↑  想打铁啊？去大德路啦！ （页面存档备份，存于） 历史现场 2017-01-31
2. 1 2  大德路：炉火红星乱紫烟 （页面存档备份，存于） 越秀商业街巷
3. ↑  .   [2008-02-01]. （原始内容存档于2012-10-24）.